# Axamer Lizum

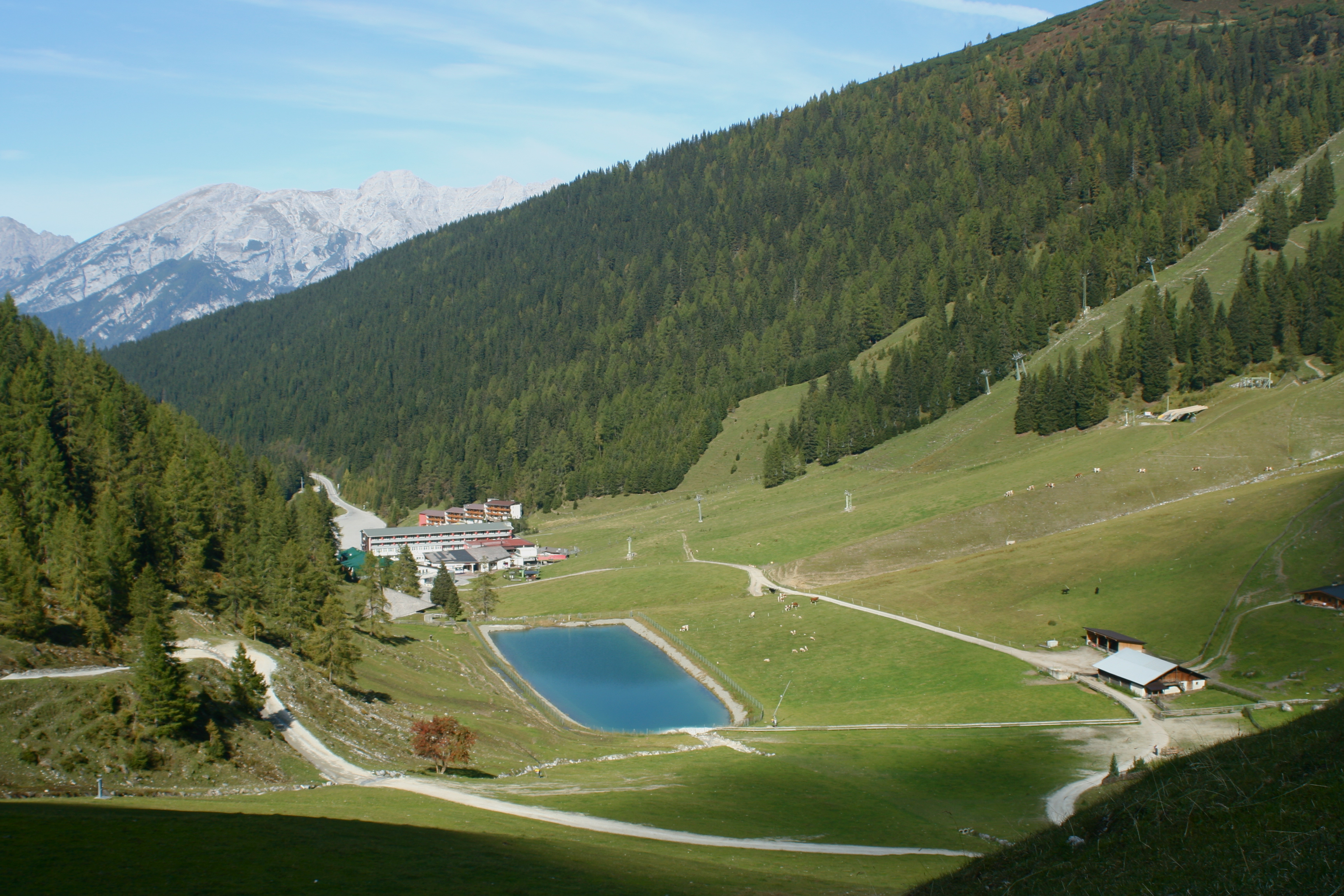

Axamer Lizum is een skigebied in Oostenrijk op een hoogte van 1600 tot 2400 meter. Het gebied bestaat uit ruim 40 kilometer piste (9 kilometer blauw, 11 kilometer rood, 20 kilometer zwart) en kan voor 75% (van het skibaar oppervlak) worden voorzien van kunstsneeuw indien noodzakelijk. Tevens is het skigebied voorzien van een gondelbahn, 3 stoeltjesliften, 3 sleepliften en een "treintje". Er is ook een snowpark met diverse schansen aanwezig. Panorama restaurant Hoadlhaus vormt een duidelijk baken in Axamer Lizum en is bekend vanwege zijn fraaie architectuur en glazen puien die worden geopend bij zonnig weer. Het uitzicht is spectaculair te noemen.